# Mothocya gilli
Mothocya gilli är en kräftdjursart som beskrevs av Bruce1986. Mothocya gilli ingår i släktet Mothocya och familjen Cymothoidae. Inga underarter finns listade i Catalogue of Life.